# Conocladius flavus
Conocladius flavus är en tvåvingeart som först beskrevs av Jean-Jacques Kieffer 1910.  Conocladius flavus ingår i släktet Conocladius och familjen fjädermyggor. Inga underarter finns listade i Catalogue of Life.